# Unterpreitenegg
Unterpreitenegg je naselje v Občini Preitenegg v Okraju Volšperk na Koroškem v Avstriji.